# Franciszek Studnicki
Franciszek Maria Tadeusz Gizbert-Studnicki (ur. 30 września 1914 w Wiedniu, zm. 29 marca 1994 w Krakowie) – polski prawnik, profesor Uniwersytetu Jagiellońskiego, specjalista z zakresu informatyki prawniczej.

## Życiorys
Ukończył studia na Wydziale Prawa Uniwersytetu Jagiellońskiego w 1936, a w 1939 uzyskał na tym wydziale stopień doktora na podstawie rozprawy Przestępstwa przeciwko opiece i nadzorowi, której promotorem był prof. Władysław Wolter.
W 1949 przedstawił rozprawę habilitacyjną Działanie zwyczaju handlowego w zakresie zobowiązań z umowy. Po krytycznej recenzji Jana Wasilkowskiego (Państwo i Prawo z 1949, z. 12), zarzucającej rozprawie i jej autorowi zbytnie uleganie nauce zachodniej i niedocenianie osiągnięć nauki radzieckiej, wniosek o zatwierdzenie habilitacji nie został rozpatrzony. Franciszek Studnicki habilitował się w 1955 na podstawie kolejnej rozprawy Zawarcie umowy planowej szczegółowej o dostawę towarów.
W 1957 Franciszek Studnicki otrzymał stypendium Fundacji Forda, dzięki któremu wyjechał na kilka lat do USA. Po powrocie do kraju utworzył na Uniwersytecie Jagiellońskim Międzywydziałowe Konwersatorium Naukowe, które do lat osiemdziesiątych było niezależnym forum naukowym, a jego uczestnikami byli m.in. członkowie zlikwidowanego w 1950 Klubu Logofagów. Zaczął się też coraz bardziej interesować kwestiami przepływu informacji o prawie oraz zastosowania w tych procesach komputerów. Opublikował kilka monografii na ten temat, a w 1978 – jeden z pierwszych w Polsce podręczników informatyki prawniczej. Franciszek Studnicki stworzył też podwaliny komputacyjnej koncepcji wykładni prawa (1985), która miała prowadzić do automatycznej analizy tekstu prawnego przez komputery.
W 1980 uzyskał tytuł profesora zwyczajnego (po kilkakrotnie ponawianych wnioskach), a w 1981 został wybrany do Społecznej Rady Legislacyjnej powołanej na II Ogólnopolskim Forum Prawników NSZZ „Solidarność”. Uczestnik prac Centrum Obywatelskich Inicjatyw Ustawodawczych Solidarności. Członek Społecznej Rady Legislacyjnej – agendy/jednostki COIU.

## Życie prywatne
Był najmłodszym z dzieci Juliana Studnickiego (1865–1946), dzierżawcy dóbr Kniażyce, a następnie pracownika Towarzystwa Ubezpieczeniowego «Florianka» w Przemyślu, oraz Zdzisławy Pauliny Dembińskiej (1870–1952), bratankiem Marii i Witolda, bratem Juliusza.
W 1941 zawarł małżeństwo z Krystyną Zofią Piotrowską (1917–1999), doktorem pediatrii. Mieli synów: Pawła Gizbert-Studnickiego (1946–2007), doktora fizyki, i Tomasza Gizbert-Studnickiego (ur. 1948), prawnika i profesora Uniwersytetu Jagiellońskiego. Jego synową jest Bogumiła Gizbert-Studnicka, klawesynistka i profesor Akademii Muzycznej w Krakowie.
Zmarł w 1994 roku w Krakowie. Został pochowany w alei zasłużonych na cmentarzu Rakowickim (kwatera LXIX pas B-2-4).

## Teoria przepływu informacji o prawie
Franciszek Studnicki jest twórcą teorii kategorii wiadomości o normach prawnych. Wyróżnił on trzy klasy wiadomości o normach prawnych:
1. wiadomości podstawowe;
2. wiadomości należące do tzw. minimum rolowego;
3. wiadomości ad hoc.

Do wiadomości podstawowych zaliczał takie wiadomości o prawie, które powinien posiadać każdy człowiek. Takie wiadomości państwo powinno przekazywać w sposób aktywny wszystkim obywatelom, m.in. w ramach powszechnej edukacji. Do klasy wiadomości należących do tzw. minimum rolowego zaliczał te wiadomości, których znajomość umożliwia wypełnianie określonych ról społecznych. Powinny one być przez państwo przekazane odpowiednim jednostkom, a w pewnych sytuacjach państwo powinno uzależniać od ich znajomości możliwość pełnienia określonych ról społecznych. Trzecia klasa informacji to takie wiadomości, po które sięga w razie potrzeby. Liczba tych wiadomości jest zbyt wielka, by od kogokolwiek wymagać ich znajomości. Nie jest to zresztą niezbędne. Za wystarczające można przyjąć, że państwo udostępni te przepisy w taki sposób, by można było do nich łatwo sięgnąć.

## Wybrane publikacje
Książki
- Przepływ wiadomości o normach prawa, Zeszyty Naukowe UJ Prace Prawnicze 1965, z. 32
- Cybernetyka i prawo, Warszawa 1969
- Wstęp do informatyki prawniczej. Automatyczne systemy wyszukiwawcze. Poradnik zawodowy, Lublin 1974
- Wprowadzenie do informatyki prawniczej. Zautomatyzowane wyszukiwanie informacji prawniczej, Warszawa 1978

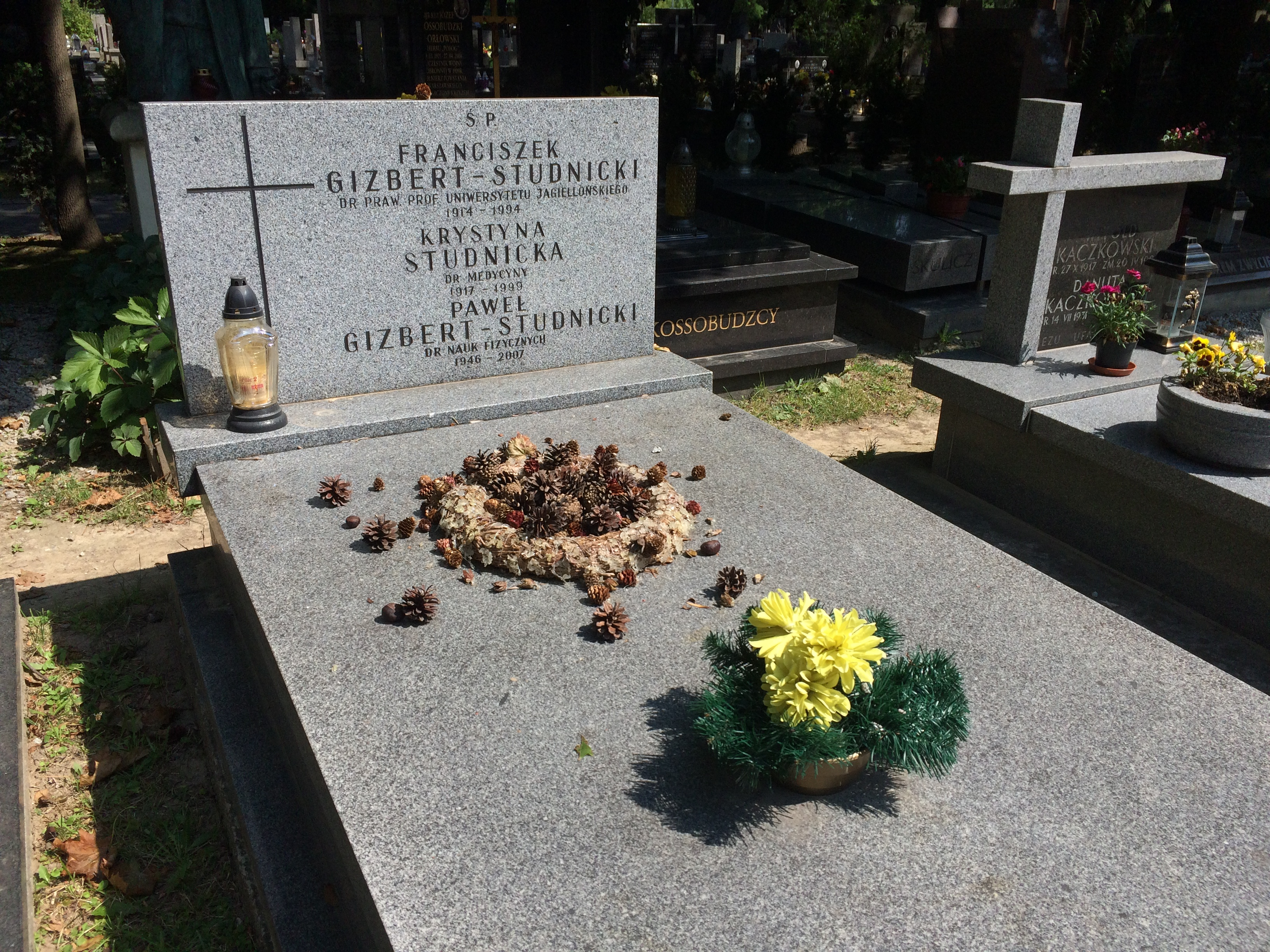
Grób rodziny Studnickich w alei zasłużonych na cmentarzu Rakowickim w Krakowie

- Odesłania w tekstach prawnych. Ku metodom ich zautomatyzowanej interpretacji, (współautorzy: Jarosław Fall, Andrzej Łachwa, Ewa Stabrawa), Kraków 1990, Zeszyty Naukowe UJ Prace Prawnicze 1990, z. 136

Artykuły
- Obecna rola zasady „nie można zasłaniać się nieznajomością prawa”, Studia Cywilistyczne 1967, nr 10
- Projekt założeń wstępnych dotyczących budowy zautomatyzowanego systemu informacyjnego FORUM na użytek Sejmu PRL, Studia Cywilistyczne 1977, tom. 28
- Nowe środki udostępniania treści prawa pozytywnego jednostce, Zeszyty Naukowe UJ, Prace Prawnicze 1978, z. 81
- Semantyka banków informacji prawniczej, Państwo i Prawo 1978, z. 7
- Wykładnia prawa w jej aspekcie komputacyjnym, Studia Filozoficzne 1985, z. 2-3
- Fazowe wyszukiwanie informacji prawnej, Państwo i Prawo 1993, z. 1